# L'Étoile du Nord (opéra)
Pour les articles homonymes, voir L'Étoile du Nord.
Personnages
- Péters Michaeloff (Pierre le Grand déguisé), ouvrier charpentier (basse)
- George Skawronski, menuisier et musicien (ténor)
- Catherine, sœur de George (soprano)
- Prascovia, fiancée de George (soprano)
- Danilowitz, pâtissier (ténor)
- Gritzenko, Kalmouk (baryton)
- Maître Reynolds, cabaretier (basse)
- Le colonel Cheremetiev
- Le général Yermolov (baryton)
- Nathalie, vivandière (soprano)
- Ékimona, vivandière (soprano)
- Ismaïlov, officier cosaque (ténor)

Airs
O jours heureux : romance de Pierre au troisième acte

La, la, la, air chéri ! : grand air de Catherine au troisième acte
L'Étoile du Nord est un opéra-comique en trois actes de Giacomo Meyerbeer, sur un livret d'Eugène Scribe. Créée le 16 février 1854 à l'Opéra-Comique de Paris sous la direction de Théophile Tilmant, l'œuvre est une refonte du singspiel Ein Feldlager in Schlesien que Meyerbeer avait composé en 1844 pour l’inauguration du Théâtre royal de Berlin. Le succès remporté à la création est considérable et la 100ème représentation est donnée seulement un an plus tard. À l’instar des autres ouvrages lyriques du compositeur, L'Étoile du Nord sombrera néanmoins dans l’oubli et, des six opéras composés pour Paris, c’est sans doute celui qui est le moins représenté désormais.

## Argument
L’action se déroule en Finlande au premier acte ; dans un campement militaire russe au deuxième acte et dans le palais du tsar Pierre le Grand à Saint-Pétersbourg au troisième.

### Acte I
Une place de village aux environs de Vyborg, sur les bords du golfe de Finlande. À gauche, la maison rustique de George Skawronski à laquelle on accède par un escalier extérieur. À droite, l’entrée de l’église. Au fond, des rochers et à l’horizon, le golfe de Finlande.

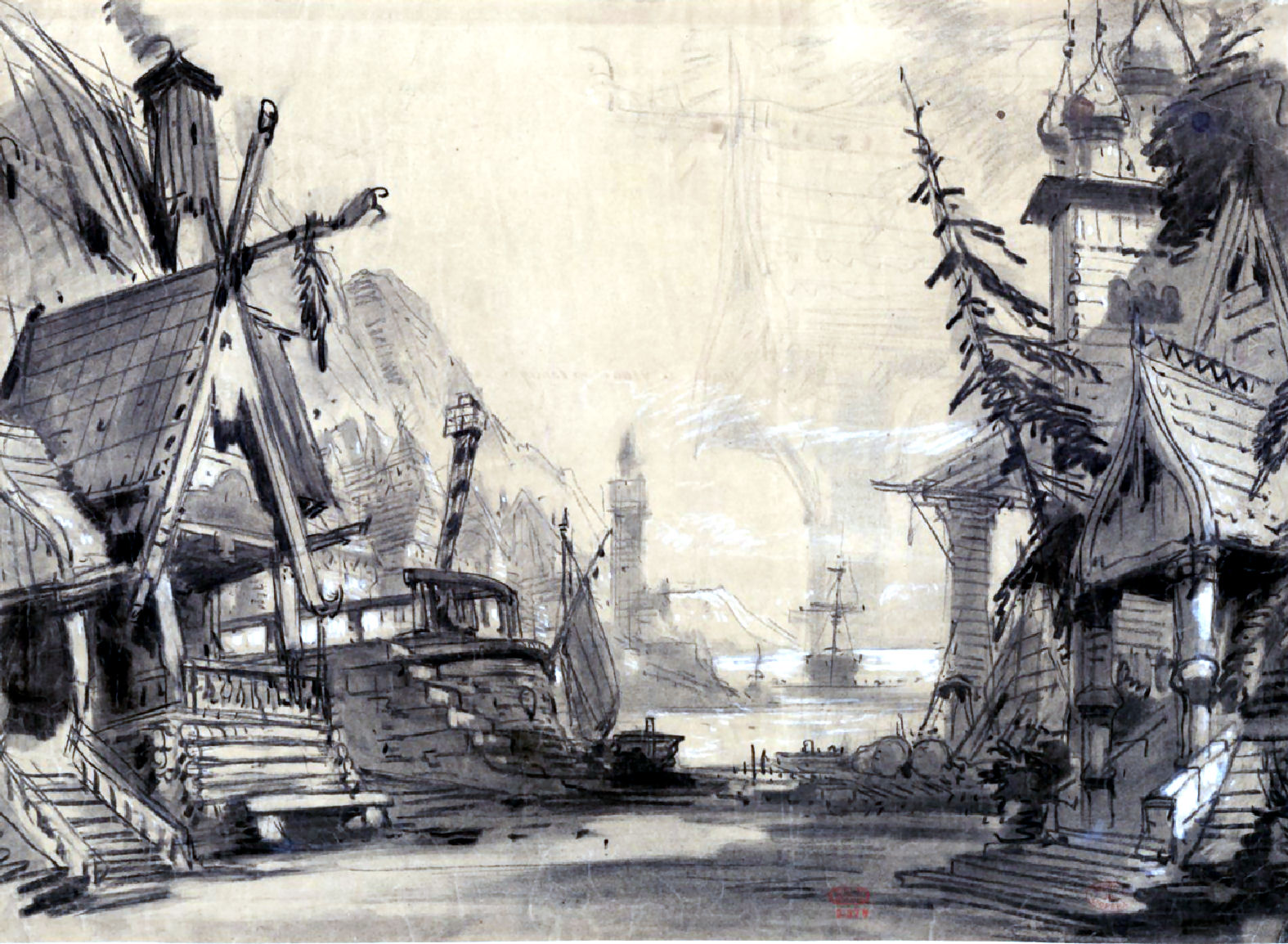
Esquisse du décor du premier acte par Charles Cambon.

- No 1a : Chœur « Sous cet ombrage, après l’ouvrage » : alors que les ouvriers et les charpentiers se reposent, leurs épouses leur apportent des paniers chargés de victuailles. Seul Péters continue à travailler.
- No 1b : Air de Danilowitz « Achetez ! voici, voici ! » : Danilowitz sort d’une boutique en portant un plateau garni de pâtisseries qu’il propose aux ouvriers et à leurs épouses.
- No 1c : Ensemble « Viens, et pour te payer » : une fois son plateau vidé, Danilowitz s’étonne de l’absence de la belle Catherine. Il apprend que Péters s’en est épris.
- No 1d : Chœur des buveurs « À la Finlande, buvez ! » : les ouvriers proposent alors de porter un toast à la Finlande.
- No 1e : Suite et fin de l’introduction « Eh bien ! Et toi ? » : Danilowitz, d’origine russe, refuse de s’y associer, ce qui provoque l’irritation des ouvriers qui deviennent menaçants. Péters vient à son secours. Au moment où la dispute commence à dégénérer, la cloche du port retentit et annonce la reprise du travail. Aussitôt, les ouvriers retournent à leur activité. Restés seuls, Péters est soumis à un feu roulant de questions par Danilowitz. Ce dernier apprend que Péters est russe et qu’il reste dans le village depuis qu’il est tombé amoureux de la belle Catherine. Pour lui plaire, il apprend même à jouer à la flute son air préféré auprès de George, le frère de Catherine. Danilowitz, lui, ne pense qu’à partir pour rejoindre l’armée du tsar Pierre Ier et devenir riche et célèbre. Péters, qui ne peut rester plus longtemps, propose de l’accompagner.
- No 1bis : Mélodrame « Non ! Voilà mon professeur » : Péters retrouve George qui lui apprend que Catherine, ayant deviné les sentiments de son frère pour la belle Prascovia, est allée demander sa main en son nom. Pour tromper leur attente, les deux hommes commencent à boire du genièvre.
- No 2 : Couplets de Catherine « Écoutez ! Écoutez ! Pum ! Pum ! Pum ! » : Catherine revient et leur annonce que l’oncle de Prascovia a consenti au mariage de sa nièce avec George. La jeune femme reproche ensuite à Péters d’avoir brisé son serment de ne plus boire d’alcool.
- No 3 : Mélodrame « Morbleu ! – À merveille ! De la colère » : Catherine raconte alors que sa mère lui a prédit qu’elle partagerait la destinée héroïque d’un homme qui réussirait grâce à ses propres mérites. Elle croyait avoir trouvé cet homme dans Péters mais elle lui reproche de n’avoir ni patience, ni persévérance.
- No 3bis : Mélodrame « Et dans ce moment même » : hors de lui, Péters menace de frapper Catherine, ce qui ne fait que renforcer le ressentiment de cette dernière à son égard. Péters annonce son intention de partir et constate avec dépit que Catherine ne fait rien pour le retenir.
- No 4 : Air de Prascovia « Ah ! Que j’ai peur » : Prascovia arrive à ce moment et annonce, éperdue, l’arrivée d’une troupe de pillards ukrainiens. George déclare vouloir s’enfuir avec sa fiancée et Péters s’attaquer seul aux assaillants. Catherine préfère la ruse. Tous rentrent chez eux en attendant l’attaque.
- No 5 : Scène et chanson de Gritzenko « Personne !… Enfants de l’Ukraine » : le chef des pillards, Gritzenko, arrive avec ses compagnons et tous se réjouissent à la perspective de leurs nouveaux méfaits.
- No 6 : Scène et ronde bohémienne « Arrière ! Arrière !… Il sonne et résonne » : les pillards sont stoppés dans leur élan par Catherine qui chante une mélodie ukrainienne et commence à danser. Elle lit ensuite les lignes de la main de Gritzenko et lui prédit qu’il deviendra caporal dans l’armée du tsar. Amadoués, les pillards quittent le village.
- No 7 : Duo de Catherine et Péters « De quelle ville es-tu ? » : Péters est impressionné par le courage et le sang-froid de la jeune fille. Catherine lui propose alors de se joindre à lui afin qu’il puisse accomplir sa destinée héroïque. Elle lui donne un anneau pour marquer leur engagement mutuel avant que Péters n’aille rejoindre l’armée russe.
- No 8 : Duo de Catherine et Prascovia « Ah ! Quel dommage ! » : pendant ce temps, on prépare le mariage de George et Prascovia. Alors que le jeune homme est parti pour revêtir ses habits de noce, Prascovia annonce à Catherine que George a été désigné pour intégrer l’armée du tsar et qu’il devra partir immédiatement à moins qu’on ne lui trouve un remplaçant. Catherine console Prascovia en lui promettant que George ne partira pas.
- No 9a : Chœur de jeunes filles et de ménétriers « Prenez vos habits de fête » : les premiers invités de la noce arrivent en chantant et en dansant.
- No 9b : Couplets de Prascovia « La, la, la ! En sa demeure » : le futur marié se faisant désirer, Prascovia réjouit les convives avec une nouvelle chanson. George arrive enfin.
- No 9c : Chœur de soldats « Marchez, soldats, marchez au pas » : alors que le mariage est célébré, une troupe de soldats mène de nouvelles recrues sur le quai.
- No 9d : Prière « Veille sur eux toujours » : Catherine, enveloppée d’un manteau, se joint aux recrues et observe les mariés jusqu’à ce qu’ils rentrent dans l’église. Un bateau chargé de soldats accoste à la jetée.
- No 9e : Barcarolle « Vaisseau que le flot balance » : Catherine embarque sur le bateau à la place de son frère. Le navire s’éloigne peu à peu.

### Acte II
Un campement militaire de l’armée russe.

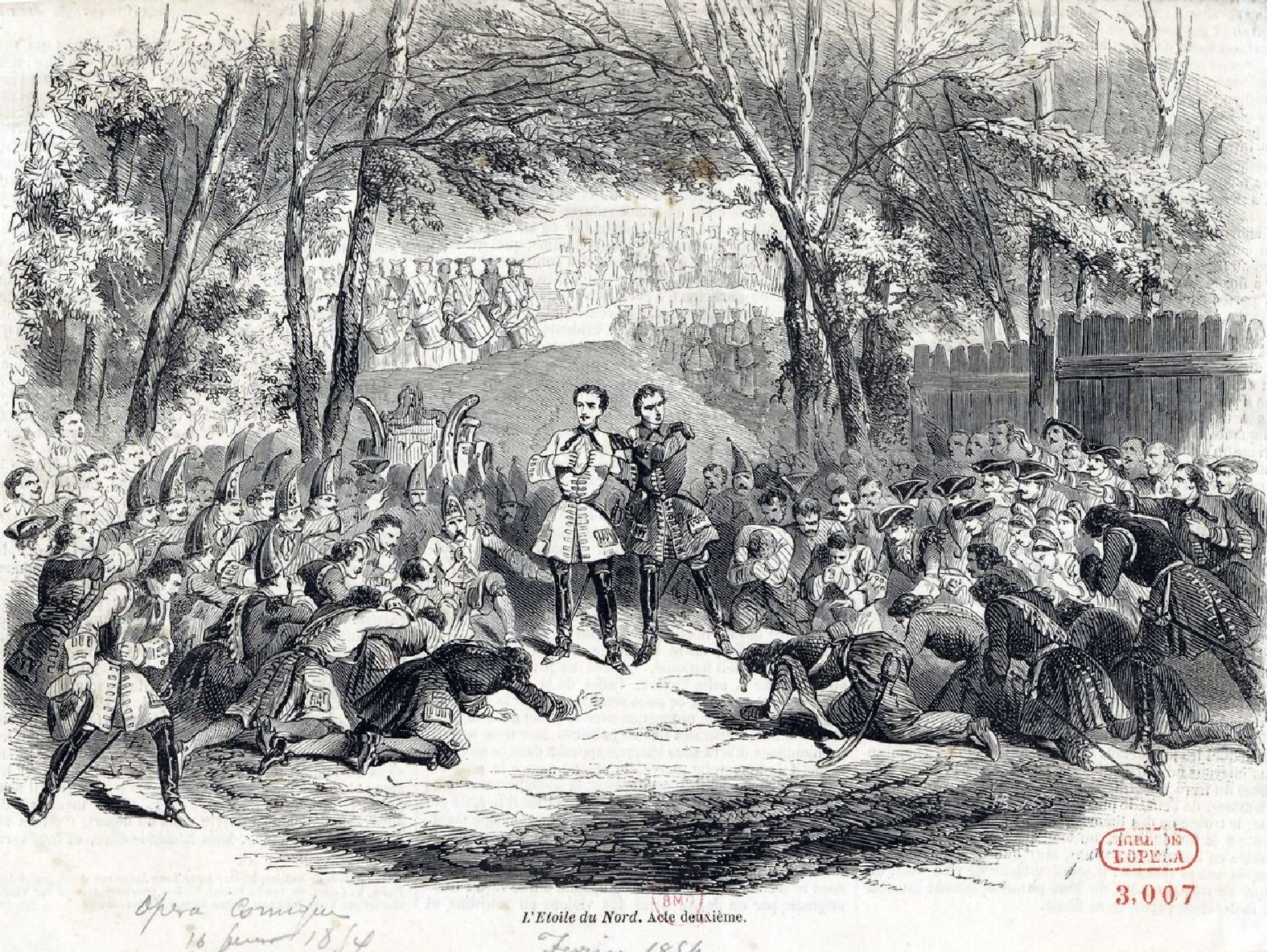
Finale de l’Acte II.

- No 10a: Valse et récitatif « Assez dansé, assez valsé ! » : Nathalie, Ékimona et d’autres vivandières valsent avec les soldats ou leur versent à boire.
- No 10b: Chanson de la cavalerie « Beau cavalier au cœur d’acier » et récitatif : Ismaïloff, un officier cosaque, entonne un chant à la gloire de la cavalerie.
- No 10c: Chanson de l’infanterie « Grenadiers, fiers Moscovites » : ne voulant pas en être en reste, Gritzenko, devenu caporal dans l’armée du tsar comme le lui avait prédit Catherine, interprète une chanson célébrant les grenadiers. Catherine arrive avec les nouvelles recrues. La jeune fille détourne rapidement les soupçons de Gritzenko qui croit la reconnaître. Mis en confiance, ce dernier révèle à la jeune fille les préparatifs d’une conjuration contre le tsar.
- No 11: Chœur des conjurés « Assez d’opprobre, assez d’affronts » : les conjurés, commandés par le colonel Yermoloff, jurent de se venger du tsar. Peu après, une grande tente, luxueusement décorée, est montée au milieu de la scène pour accueillir Péters, qui n’est autre que le tsar Pierre Ier, et son nouvel aide de camp, Danilowitz. Pierre, averti d’une possible trahison, se présente comme étant le capitaine Péters Michaëloff. Après avoir donné quelques ordres, il commande à manger et à boire pour lui et Danilowitz. Catherine est de garde à l’extérieur avec deux autres recrues.
- No 12 : Trio « Joyeuse orgie ! Vive folie ! » : échauffés par l’alcool, Péters et Danilowitz chantent gaiement. Curieuse de découvrir l’origine de ce tapage, Catherine observe à l’intérieur de la tente et est surprise de reconnaître Péters en habit de capitaine. Choquée de le voir s’adonner à la boisson, elle se résout à lui pardonner dès qu’elle entend Péters boire en son honneur. Craignant d’être surprise en train d’espionner, Catherine rejoint son poste.
- No 13a: Chant bachique « Gentilles vivandières » : Péters et Danilowitz font appeler Nathalie et Ékimona afin qu’elles leur tiennent compagnie.
- No 13b : Couplets des deux vivandières « Sous les remparts du vieux Kremlin » : les deux jeunes filles chantent un gai refrain tout en essayant d’échapper aux baisers de leurs deux compagnons.
- No 13c : Scène « Il s’éloigne enfin » : Catherine se rapproche de la tente et surprend Péters en train d’embrasser une des deux vivandières.
- No 13d : Quintette « Cessez ce badinage » : Péters et Danilowitz continuent de courtiser les deux vivandières, attisant la jalousie et la fureur de Catherine.
- No 13e : Sextuor « Au commandant Péters », mélodrame et dialogue : Gritzenko vient annoncer à Catherine qu’elle peut aller se reposer. La jeune fille refuse et finit par gifler Gritzenko qui veut la forcer à partir. Ce dernier demande alors justice à Péters, qui complètement ivre, ne reconnaît pas Catherine et ordonne son exécution. Alors que la jeune fille s’éloigne avec son bourreau, Péters est soudain frappé par la ressemblance du jeune rebelle avec Catherine. Il va rappeler la condamnée lorsque Danilowitz lui révèle que certains officiers (dont il ignore les noms) veulent attenter à la vie du tsar. Négligeant cette nouvelle, Péters convoque Gritzenko qui lui apprend que la jeune fille a réussi à s’échapper après lui avoir remis une lettre. Gritzenko est cependant fier d’annoncer qu’il a réussi à tirer sur le fugitif. Désespéré, Péters lit le message dans lequel Catherine lui révèle, en cadeau d’adieu, les noms des conjurés afin qu’il puisse les dénoncer au tsar.
- No 14a : Chœur « Ô ciel ! Qu’annoncent-ils ? » : Yermoloff, le chef des conjurés, cherche à rallier Péters et Danilowitz à la rébellion. Pour gagner du temps, Péters révèle que le tsar est déjà dans le camp. L’information semblant se confirmer, Yermoloff remercie Péters et Danilowitz.
- No 14b : Serment « Dieu ! Dieu vengeur, viens ! » : tous (à l’exception bien sûr de Péters et Danilowitz) jurent devant Dieu de se venger du tsar.
- No 14c : Marche sacrée : les premiers accents de la marche du tsar retentissent alors, signal utilisé par les conjurés pour prévenir les troupes ennemies d’attaquer le camp et de tuer le tsar.
- No 14d : Appel de Pierre à ses soldats « Soldats, qu’on trompe et qu’on égare » : Péters jure alors aux conjurés de leur livrer le tsar seul et sans défense s’ils décident de ne pas livrer le camp aux troupes ennemies. Ébranlés, les conjurés demandent au jeune homme comment il espère tenir sa promesse. Péters révèle qu’il est le tsar. Tous tombent alors à genoux et lui jurent fidélité. Péters les fait se relever et les appelle à lutter contre les ennemis.
- No 14e : Pas redoublé : à ce moment, on voit apparaître sur la colline située à gauche de la scène une première troupe fidèle au tsar qui vient à la rescousse.
- No 14f : Fanfare : puis sur la montagne de droite, une deuxième armée arrive au son d’une fanfare pour sauver le tsar.
- No 14g : Ensemble du serment, de la marche sacrée, du pas redoublé et de la fanfare : galvanisés par ces renforts inattendus et le courage de Pierre, tous jurent de se battre pour défendre la Russie.

### Acte III
Un riche appartement dans le palais du tsar. À gauche, une porte donnant sur les jardins. À droite, une porte conduisant aux appartements du palais. Au fond du théâtre, une grande fenêtre ouvrant sur le parc.
- No 15a: Entracte

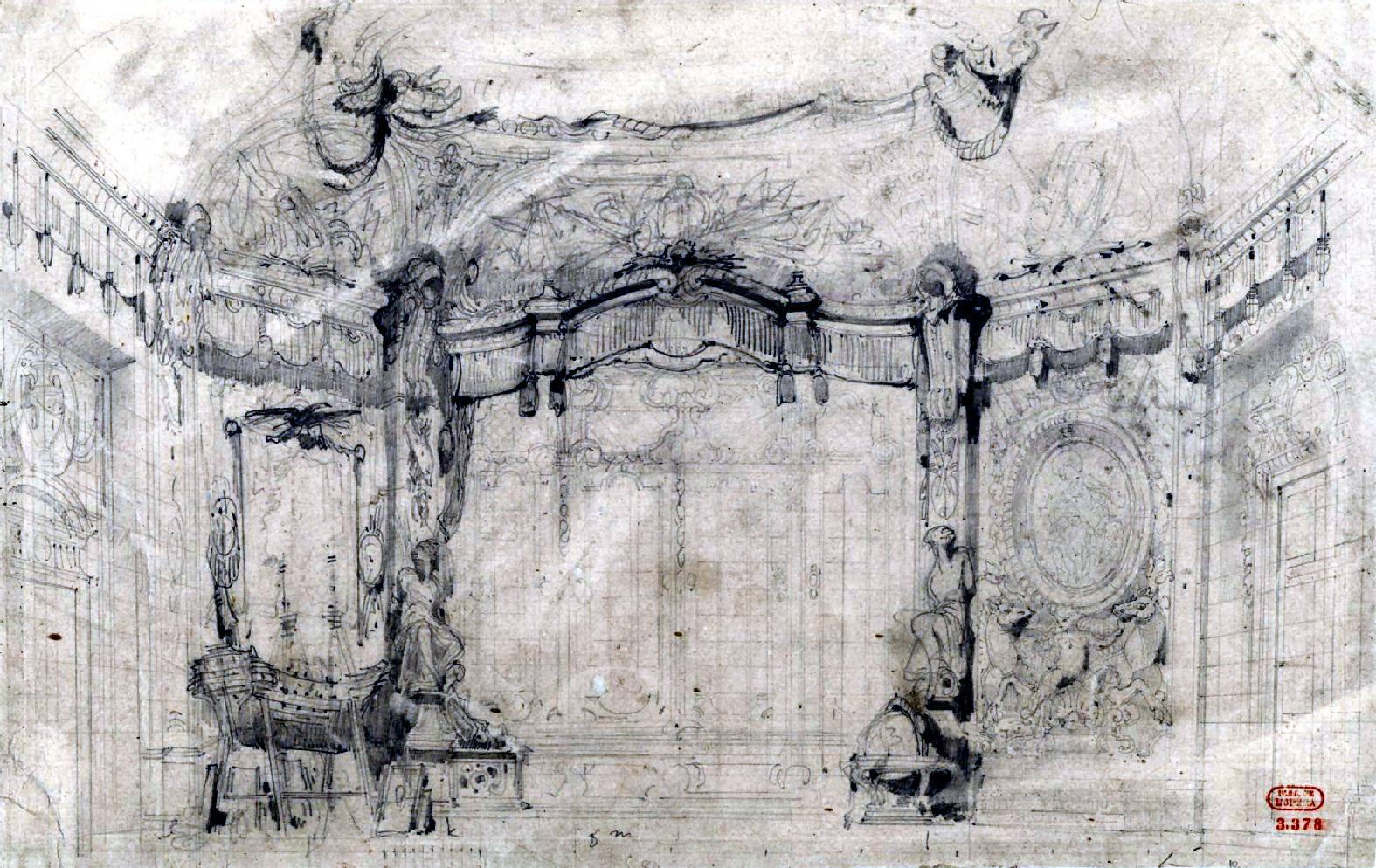
Esquisse du décor du troisième acte par Charles Cambon.

- No 15b: Récitatif « Pour fuir son souvenir » : Pierre essaie d’oublier Catherine dans le travail.
- No 15c: Romance « Ô jours heureux de joie et de misère » : ses efforts sont vains cependant et Pierre espère qu’un jour, Catherine lui reviendra. Il apprend à Danilowitz qu’il a fait reconstruire dans une partie du jardin une partie du village finlandais où il a rencontré la jeune fille.
- No 15bis: Mélodrame « Elle m’a oublié » : après avoir signé les différents oukases apportés par Danilowitz, ce dernier lui annonce qu’il devrait bientôt retrouver Catherine.
- No 16: Trio « Mon devoir est d’apprendre » : Gritzenko prévient le tsar que les ouvriers finlandais qu’il a fait venir sont arrivés. Souhaitant une promotion, il rappelle à Pierre que c’est lui qui a été giflé par Catherine. Le reconnaissant et le rendant responsable de la perte de sa bien-aimée, Pierre entre dans une fureur terrible. Gritzenko attribue cette colère au fait qu’il a laissé échapper un soldat qui a manqué de respect à un supérieur hiérarchique. Pierre menace Gritzenko d’être exécuté s’il ne retrouve pas Catherine d’ici au lendemain soir. Danilowitz entraîne alors le tsar vers les jardins pour l’aider à retrouver son calme.
- No 17: Couplets de Prascovia « Sur son bras m’appuyant » : Prascovia et George arrivent sur ces entrefaites et expliquent à Gritzenko qu’ils arrivent de Finlande. George souhaite en effet remplacer sa sœur dans l’armée russe. Gritzenko, qui croit toujours que Catherine est un homme prénommé George, ne comprend rien à ce qu’on lui raconte mais se déclare prêt à livrer au tsar le fameux George, même s’il ne ressemble pas au soldat qui l’a giflé. Il prévient cependant le couple que le tsar fera sans doute fusiller George.
- No 18: Duo de Prascovia et de George « Fusillé ! Fusillé ! » et arioso « Quel trouble affreux règne en son cœur » : bouleversé, le couple décide de s’enfuir dès la nuit tombée. De retour, Danilowitz reconnaît immédiatement le frère de Catherine et sa fiancée et les fait escorter en lieu sûr par des soldats. Pierre arrive à son tour. Danilowitz lui révèle alors qu’il a retrouvé Catherine, mais que celle-ci a perdu la raison. Après quelques instants de réflexion, Pierre élabore un plan devant permettre la guérison de la jeune femme. Il sort avec Danilowitz pour donner des ordres.
- No 19a: Cavatine « L’aurore enfin succède » : Catherine, très troublée, cherche à rassembler ses esprits.
- No 19b: Réminiscence du premier chœur de l’introduction du premier acte : elle écoute le chant des ouvriers finlandais entendu au début du premier acte. Intriguée, Catherine cherche la source de cette musique. Elle s’approche de la grande croisée au fond du théâtre dont les volets viennent d’être tirés et reconnaît son village.
- No 19c: Réminiscence de l’air de Danilowitz du premier acte : le village s’anime peu à peu. Les ouvriers réclament à boire à Catherine, tandis que Danilowitz qui a revêtu ses habits de pâtissier, propose des gâteaux comme au début du premier acte.
- No 19d: Réminiscence du chœur de la noce du premier acte : Catherine doute de la réalité de ce qu’elle voit. Elle rencontre alors George et Prascovia, en habits de noces, qui lui disent l’attendre pour leur cérémonie de mariage.
- No 19e: Air avec deux flutes « La, la, la, air chéri » et suite et fin du final : Catherine entend soudain l’air de flute que Péters jouait pour elle au premier acte. Elle demande à son frère de jouer ce même air. La raison lui revient progressivement. Elle s’évanouit dès qu’apparaît Pierre. Toute la cour impériale entre alors sur scène tandis que l’on prépare Catherine pour son mariage et son couronnement en tant qu’impératrice.

## Genèse
Alors que Meyerbeer travaille à la création scénique de son Prophète à l’opéra de Paris, le directeur de l’Opéra-Comique, Émile Perrin vient lui proposer de composer une œuvre pour son théâtre. Meyerbeer, qui souhaite de longue date s’essayer à ce genre typiquement français (son premier grand opéra  Robert le Diable était à l’origine un opéra-comique) accepte avec enthousiasme. Il organise plusieurs réunions de travail (les 29 janvier, 3 février et 5 avril 1849) avec son librettiste Eugène Scribe concernant l’adaptation de son Feldlager in Schlesien, créé à Berlin en 1844.
Dès le départ, Meyerbeer avait exprimé le souhait de transformer le livret du Feldlager, glorifiant la Prusse et ses victoires militaires, pour pouvoir assurer une audience internationale à sa musique. Après une tentative assez peu convaincante à Vienne avec Vielka en 1847, le compositeur retourne vers Scribe pour effectuer ce travail d’adaptation. La principale idée du librettiste est de délocaliser l’action en Russie pendant la guerre avec la Suède de Charles XII. Les héros sont le tsar Pierre le Grand et sa seconde épouse Catherine. Alors que l’intrigue du Feldlager reposait sur les talents de flutiste de Frédéric le Grand, l’Étoile du Nord est basée sur les voyages incognito de Pierre Ier à l’étranger. Afin d’approfondir ses connaissances en matière de construction navale, le tsar, sous le nom d’emprunt de Pierre Mikhaïlov, s’était en effet rendu à Deptford, Zaandam et en Carélie. Ces aventures avaient déjà fait l’objet de plusieurs opéras dont Pierre le Grand (1790) de Grétry, Die Jugendjahre Peter des Großen (1814) de Weigl, Il falegname di Livonia (1819) et Il borgomastro di Sardaam (1827) de Donizetti et enfin Zar und Zimmermann (1837) de Lortzing, ces deux dernières œuvres étant tirées de la pièce de théâtre Le Bourgmestre de Saardam, ou Les Deux Pierre écrite par Mélesville, Jean-Toussaint Merle et Eugène Cantiran de Boirie et créée au théâtre de la Porte-Saint-Martin en 1818.
À peine Le Prophète est-il créé triomphalement le 16 avril qu’il commence à recevoir des fragments d’un nouveau livret intitulé L’Impératrice : le deuxième acte est prêt dès le 10 juillet, le troisième le 16 juillet et le premier est complété le 31 juillet. Meyerbeer avait l’habitude de travailler sur un nouveau projet dès la finalisation du précédent et il commence à composer dans le train qui l’emmène de Paris vers une ville d’eaux autrichienne.
Meyerbeer compose par intermittence au cours des quatre années suivantes sur le livret qui entretemps change de titre : devenu La Cantinière le 1er août 1849, puis La Vivandière le 20 novembre 1849, il ne reçoit son titre définitif d’Étoile du Nord que le 5 octobre 1850. En septembre 1852, le compositeur demande à Scribe d’adapter son livret afin de pouvoir réutiliser plus aisément des fragments de musique du Feldlager in Schlesien. Si l’idée initiale était de reprendre des morceaux du Feldlager, Meyerbeer n’en utilisera finalement qu’assez peu, limitant les emprunts à l’ouverture, la ronde bohémienne du premier acte, les couplets militaires, le chœur des conjurés et une partie du finale du deuxième et l’air de la folie au troisième. Les dernières révisions de la partition sont effectuées entre novembre 1852 et août 1853.

## Création
Les répétitions commencent le 13 septembre 1853 avec la troupe et l’orchestre de l’Opéra-Comique. En dépit de difficultés liées aux tensions politiques croissantes entre la France et la Russie (qui trouvent leur aboutissement dans la guerre de Crimée) et de l’inquiétude de Meyerbeer concernant l’état de santé de sa mère, la première a lieu le 16 février 1854 en présence de Napoléon III et de toute la famille impériale, mais aussi de Verdi. C’est un nouveau triomphe pour le compositeur et son librettiste. En un an, l’œuvre est donnée 100 fois à Paris. Quatre années après sa création parisienne, l’Étoile du Nord a été représentée dans plus de 60 villes européennes et est donnée un peu partout dans le monde.
Pour la création à Dresde fin janvier 1855, Meyerbeer compose deux morceaux supplémentaires pour le célèbre ténor Josef Tichatschek qui interprète le rôle de Danilowitz : la polonaise comique du premier acte et un tendre arioso au troisième. Les textes sont écrits en allemand par le chanteur-librettiste Johann Christoph Grünbaum, puis traduits en français en avril 1855 par Mornais. Le format de l’opéra-comique avec sa succession de scènes chantées et de dialogues parlés ne lui semblant pas le plus adapté pour une carrière internationale, Meyerbeer compose des récitatifs pour la version italienne représentée au Covent Garden de Londres en avril-mai 1855, récitatifs qui seront traduits en allemand par la suite par Grünbaum (mars 1857).
Meyerbeer compose également de nouveaux couplets (écrits par Rellstab) pour la basse célèbre Luigi Lablache lorsque ce dernier reprend le rôle du cosaque Gritzenko.

## Interprètes de la création
| Rôle                     | Tessiture | Distribution de la création, 1854 (Chef d’orchestre : Théophile Tilmant) |
| ------------------------ | --------- | ------------------------------------------------------------------------ |
| Péters / Pierre le Grand | basse     | Charles-Amable Battaille                                                 |
| Catherine                | soprano   | Caroline Duprez                                                          |
| Danilowitz               | ténor     | Toussaint-Eugène-Ernest Mocker                                           |
| Gritzenko                | baryton   | Léonard Hermann-Léon                                                     |
| Prascovia                | soprano   | Caroline Lefebvre                                                        |
| George Skawronski        | ténor     | Pierre-Marius-Victor Jourdan                                             |
| Cheremetiev              | baryton   | Charles François Duvernoy                                                |
| Yermolov                 | baryton   | Léon Carvalho                                                            |
| Nathalie                 | soprano   | Marie-Charlotte Lemercier                                                |
| Ékimona                  | soprano   | Marguerite Decroix                                                       |
| Ismaïlov                 | ténor     | Delaunay-Riquier                                                         |

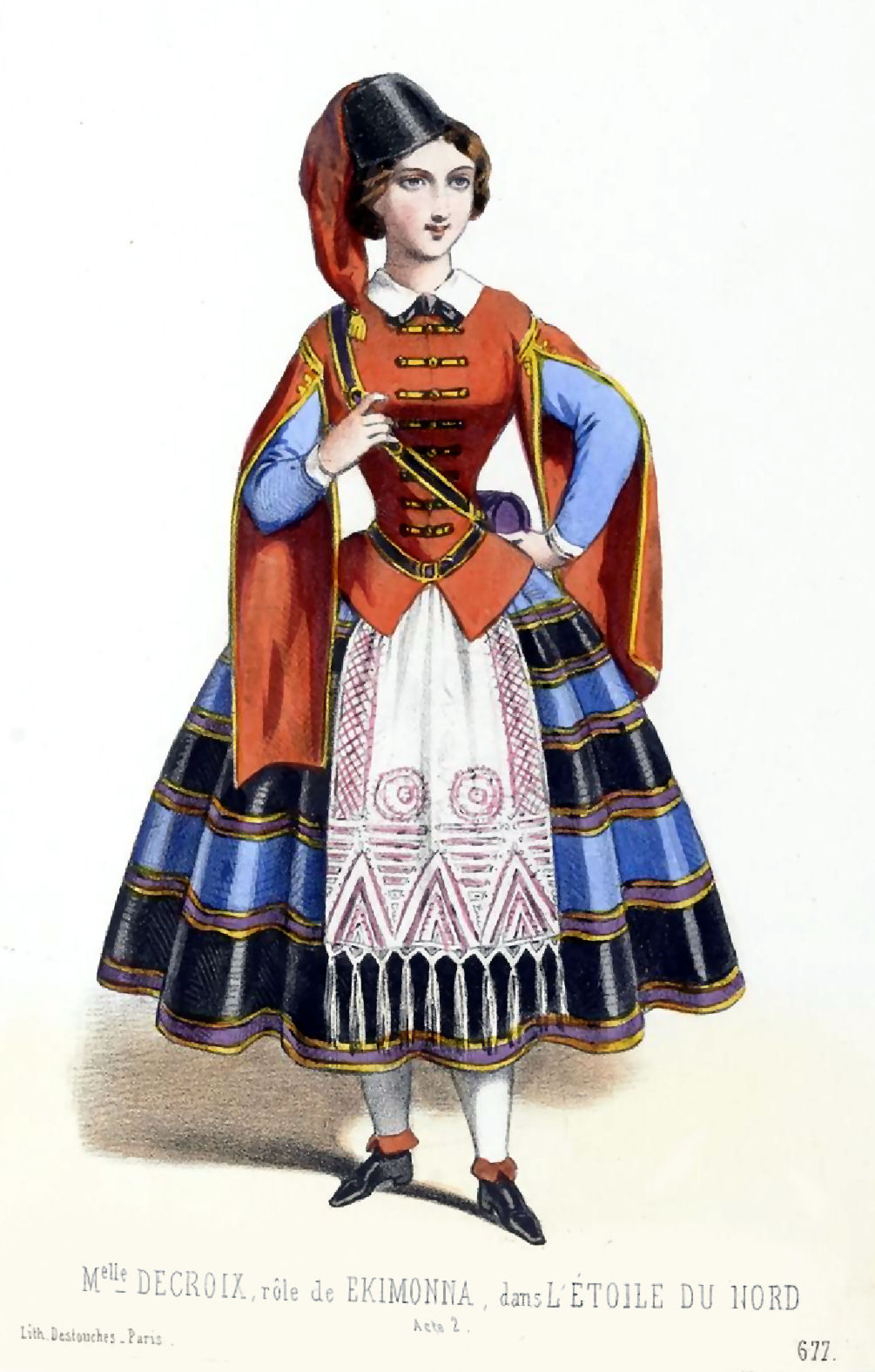
Marguerite Decroix
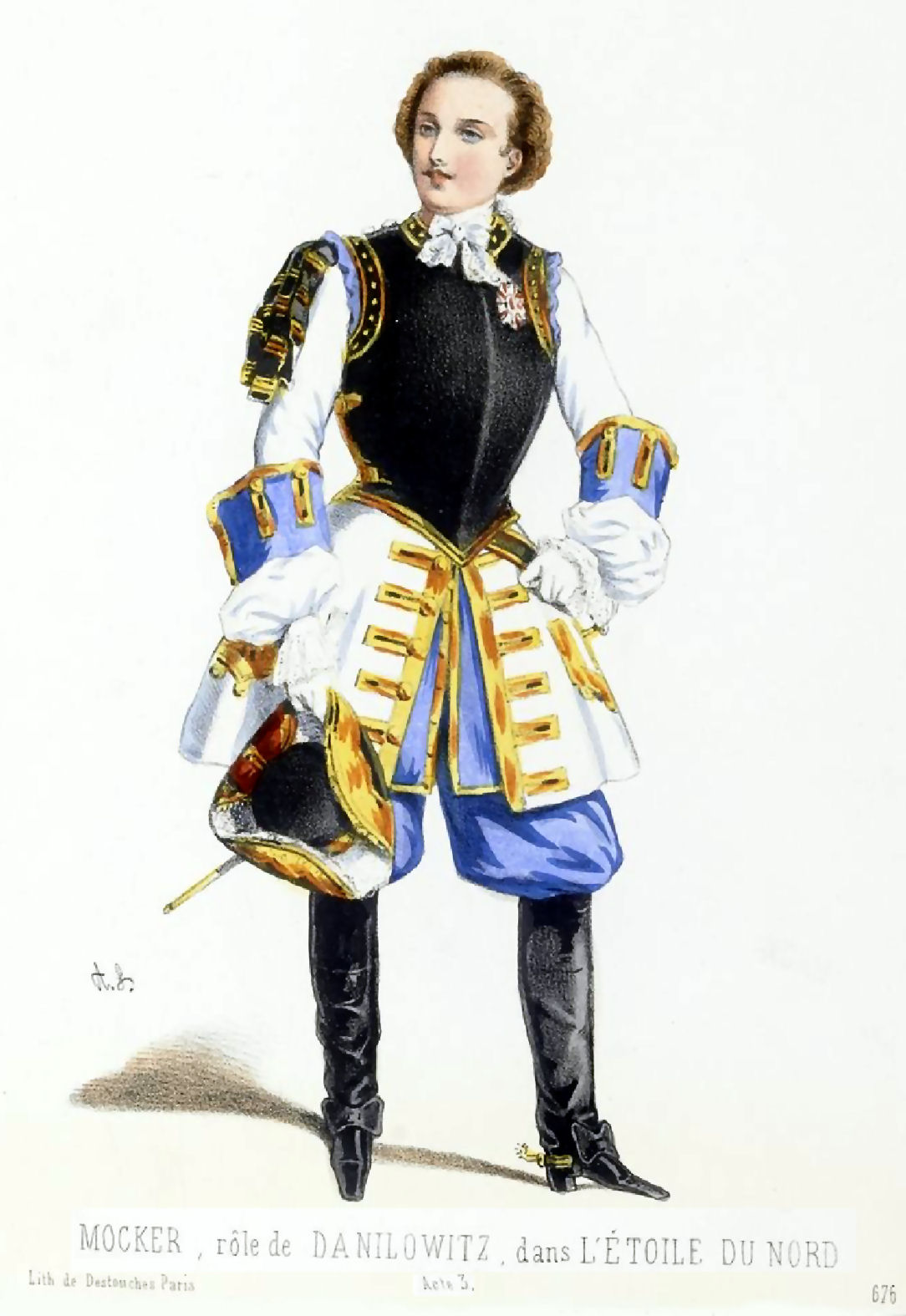
Toussaint-Eugène-Ernest Mocker
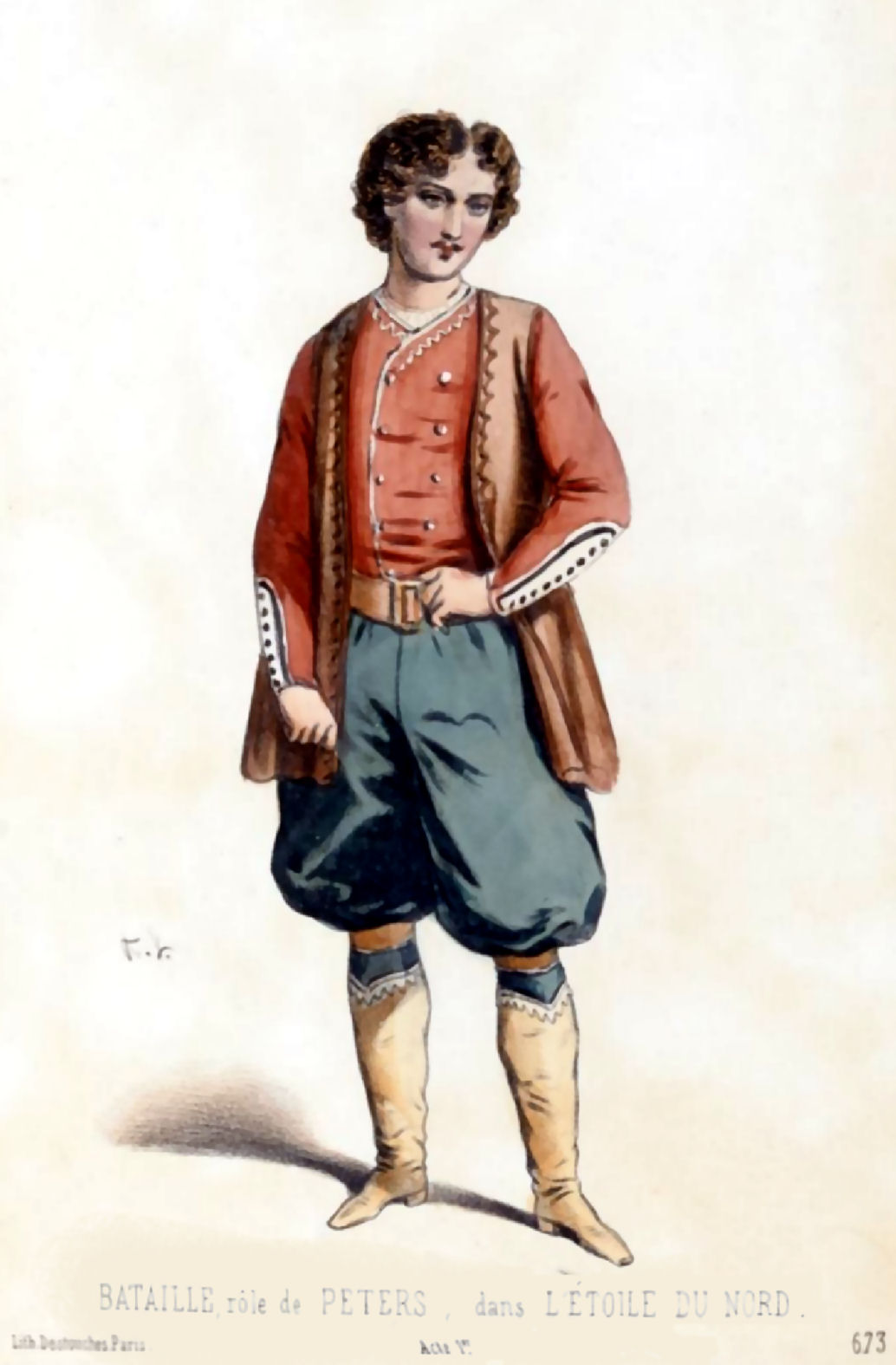
Charles-Amable Battaille
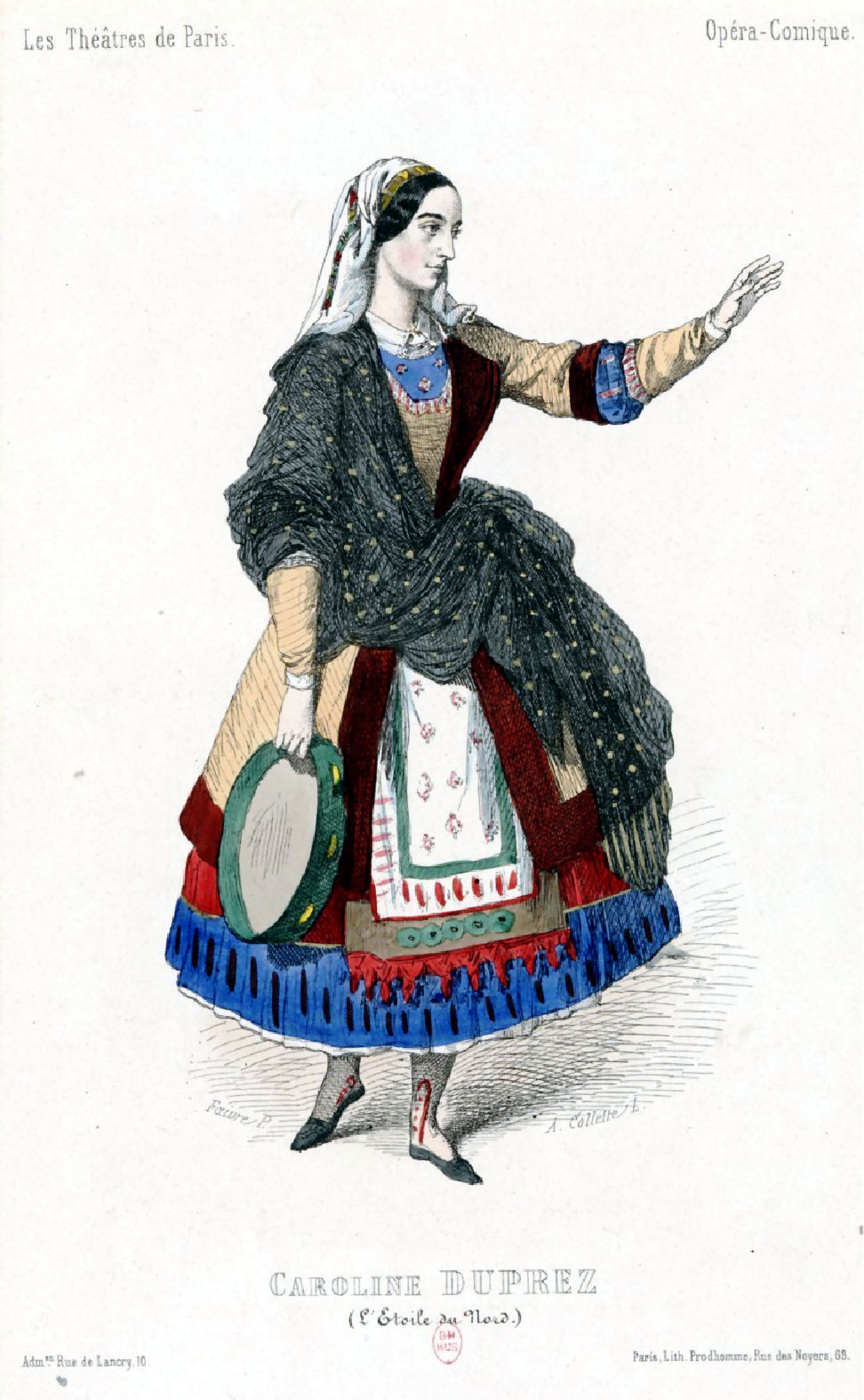
Caroline Duprez
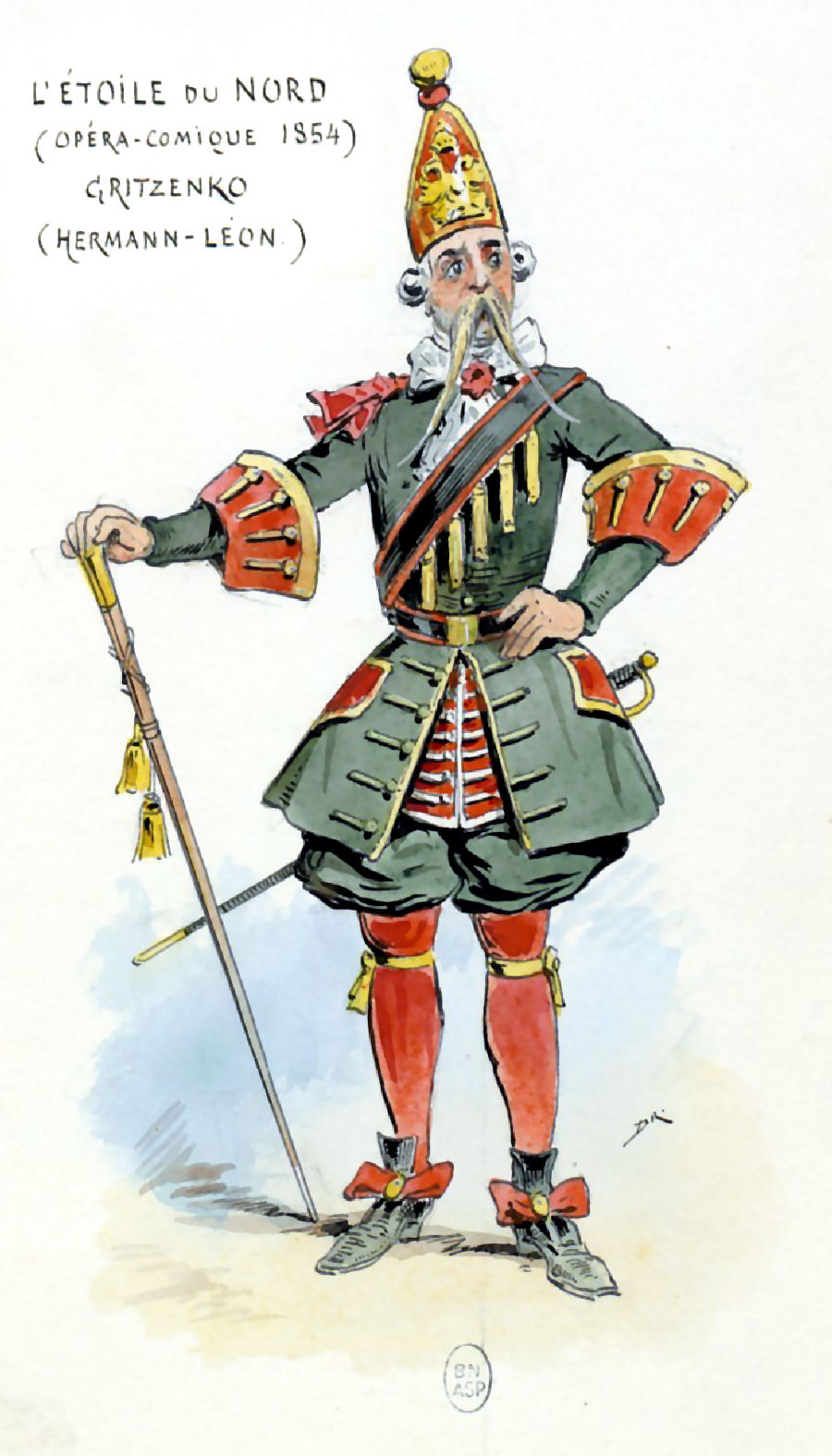
Léonard Hermann-Léon
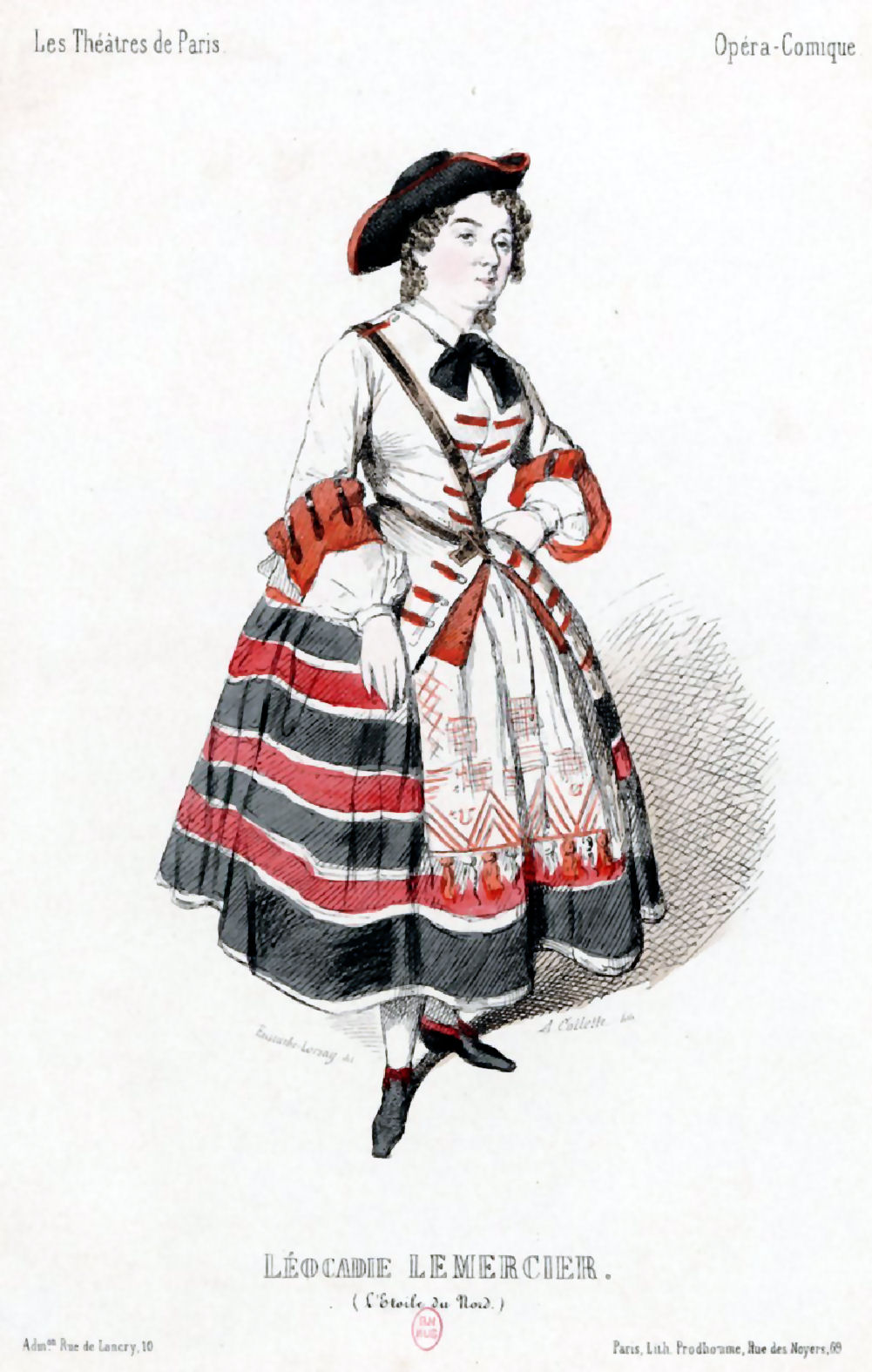
Marie-Charlotte Lemercier

## Analyse
L’adaptation par Scribe de son livret pour Ein Feldlager in Schlesien est dans l’ensemble bien plus réussie que la première tentative en ce sens qui avait abouti à Vielka, même s’il peut sembler curieux de voir le tsar Pierre le Grand se mettre à jouer de la flûte, à l’instar de Frédéric le Grand.
Du livret initial, Scribe a repris l’opposition entre la vie paisible des villageois d’un côté et la brutalité du pouvoir et les conséquences de la guerre de l’autre. Si le premier acte commence avec les joies simples des habitants d’un petit port du golfe de Finlande qui préparent le mariage du frère de Catherine avec celle qu’il aime, la guerre surgit assez rapidement avec l’attaque cosaque puis avec la conscription obligatoire et le départ des jeunes gens pour l’armée. Le deuxième acte est entièrement consacré aux préparatifs conjoints d’une bataille et d’un coup d’état contre le tsar : ce dernier n’y est pas montré sous un jour particulièrement favorable (il ne songe qu’à boire et à conter fleurette à deux jeunes femmes rencontrées dans le camp), de même que ses adversaires, qui sont prêts à livrer leur pays aux ennemis pour conquérir le pouvoir. Le seul personnage positif reste Catherine qui le paye cependant durement : elle est condamnée à passer devant le peloton d’exécution pour un motif futile, est blessée en tentant de fuir et finit par perdre la raison. Alors que le troisième acte semble se dérouler dans un climat plus apaisé, les accès de colère du tsar et les conséquences parfois mortelles pour ses sujets ne sont pas dissimulés et illustrent les dangers d’un pouvoir autocratique. Pour ramener Catherine à la raison, il faut lui faire revivre les joies simples qui étaient les siennes au début du premier acte ; le subterfuge est couronné de succès même s’il ne s’agit que d’une illusion (le livret suggère que certains figurants de cette représentation de la vie villageoise n’ont guère eu le choix de participer).
À cette opposition, Scribe ajoute les thèmes du déguisement et du sauvetage, si présents dans les opéras italiens de Meyerbeer. Catherine sauve ainsi son village de l’attaque cosaque au premier acte en se déguisant en bohémienne. Puis, elle prend la place de son frère pour le sauver de la conscription. Au deuxième acte, toujours déguisée en homme, elle sauve à la fois la vie et la couronne du tsar en lui révélant les noms des comploteurs et les détails du coup d’état. Pendant ce temps, Pierre ne cesse de se déguiser, en modeste charpentier au premier acte ou en capitaine de l’armée tsariste au deuxième.

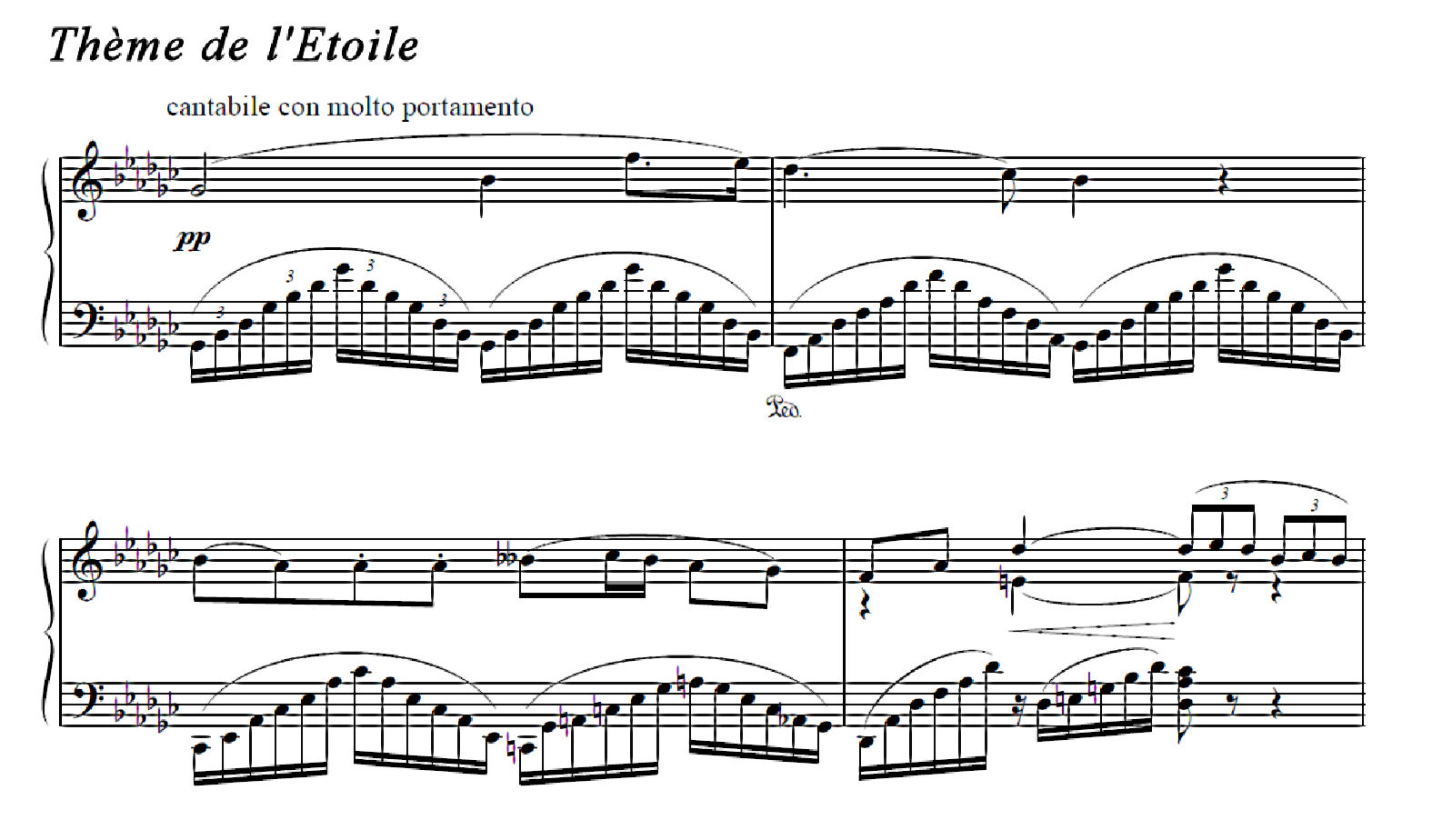
Thème de l'Étoile.

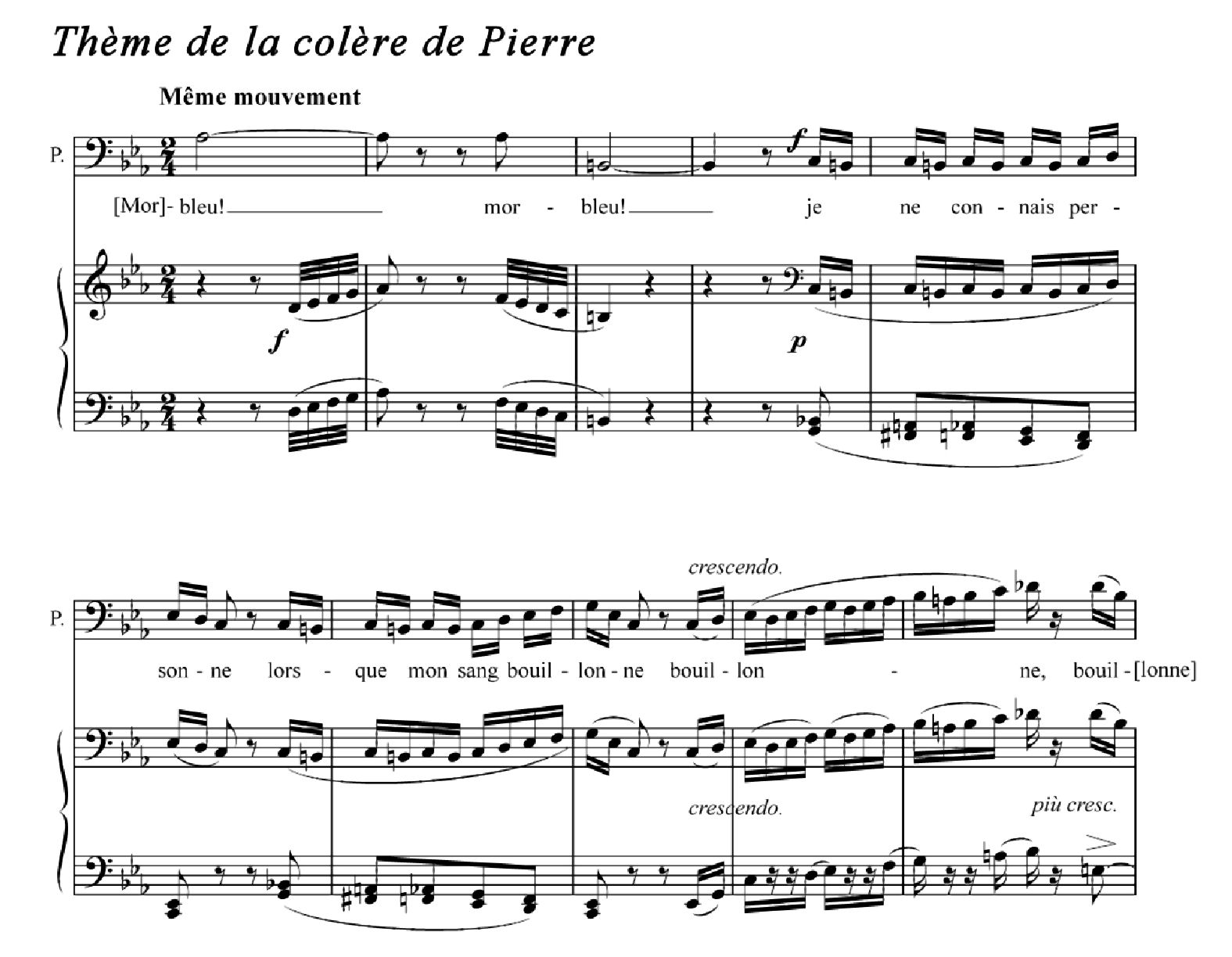
Thème de la colère de Pierre.

Contrairement à Catherine cependant, il ne sauve personne (sinon lui-même au deuxième acte) et les motifs de ses déguisements se limitent à l’espionnage. Il ne redevient lui-même qu’au début du troisième acte, même s’il est contraint de reprendre quelques instants le costume de charpentier afin d’aider Catherine à recouvrer la raison. Ce n’est qu’à la toute fin de l’opéra que Pierre et Catherine sont eux-mêmes l’un pour l’autre sans avoir à dissimuler leur véritable identité.
La tension dramatique est donc constante entre la guerre et la paix, les villageois et les sphères dirigeantes, les travestissements croisés ou simultanés des deux personnages principaux dont l’existence serait compromise si leur véritable identité était dévoilée. Elle est exacerbée musicalement par Meyerbeer qui utilise tour à tour le style de l’opéra-comique et celui plus grandiose du grand opéra dont il est l’un des maîtres. Ainsi, de nombreux chœurs, airs et duos appartiennent clairement à la veine légère et enjouée du premier alors que les ensembles (quintette, sextuor), certains chœurs (comme celui des conjurés), le final du deuxième acte (avec l’apothéose spectaculaire de trois thèmes, une marche sacrée, un pas redoublé et une fanfare, interprétés par trois orchestres différents) et la scène de la folie penchent clairement vers le second. Pour R.I. Letellier, une autre illustration de cette tension dramatique apparaît avec l’opposition de deux thèmes musicaux : celui de l’étoile, véritable leitmotiv de l’opéra, qui est introduit lorsque Catherine évoque la prophétie de sa mère défunte lui promettant un destin glorieux, et celui de la colère de Pierre. Si le premier fait référence à l’aspect pastoral du livret (avec les thèmes mêlés de l’enfance, l’innocence, l’amour maternel, la vie paisible des villageois et de la destinée), le second renvoie aux aspects plus sombres de l’histoire (passions, violence, instabilité, guerre, destruction et mort).
En dépit de ces oppositions dramatiques et musicales, Meyerbeer exploite abondamment une veine comique qu’on ne lui connaissait guère. P. Kaminski en veut pour preuve « le duo « des pleurs » de Catherine et Prascovia du premier acte, la scène de beuverie du deuxième, où se manifeste un absurde quasi rossinien, ou l’excellent trio de Pierre, Danilowitz et Gritzenko au troisième acte, dont la verve reflète idéalement la situation. »
M.H. Coudroy-Saghai souligne le « luxe inusité » de l’orchestration et rappelle que certains morceaux impressionnèrent fortement la critique à la création, tels la ronde bohémienne scandée au tambour de basque, la barcarolle à la fin du premier acte accompagnée par les harpes, la romance de Pierre au dernier acte soutenue par les violons en sourdine ou l’air de la folie où Catherine dialogue avec deux flutes.

## Autour deL’Étoile du Nord
- À peine plus d’un mois après la création de l’œuvre, une parodie bouffonne Les Toiles du nord est donnée au Théâtre des Délassements-Comiques (31 mars 1854).
- En 1937, Constant Lambert a repris plusieurs extraits de L’Étoile du Nord et leur a ajouté quelques pages du Prophète pour constituer le ballet Les Patineurs à l’intention du grand chorégraphe britannique Frederick Ashton.

## Discographie
- 1975 - Janet Price, Malcolm King, Deborah Cook, Alexander Oliver, Alan Watt, Bonaventura Bottone, Lissa Gray - New Symphony Orchestra - Roderick Brydon (dir.) - MRF Records MRF-119-S (3 disques vinyles jamais réédités en CD) – chanté en français
- 1996 – Elizabeth Futral, Vladimir Ognev, Darina Takova, Aled Hall, Christopher Maltman (en), Juan Diego Florez, Agnete Munk Rasmussen – Chœur du Festival lyrique de Wexford, Orchestre symphonique national d’Irlande – Vladimir Jurowski (dir.) - Marco Polo 8.223829-31 (3CD) – chanté en français